# Brian Gubby
Brian Gubby, né le 17 avril 1934 à Epsom (Surrey), est un ancien pilote automobile et entraîneur de chevaux britannique. Il fit ses débuts en compétition en rallye avant de se tourner vers la monoplace au début des années 1960, en Formule Junior. En 1964, il rachète une des Lotus 24 de l'équipe Parnell, avec laquelle il dispute des courses nationales de Formule Libre. Obtenant deux victoires dans cette catégorie, il décide de tenter sa chance en Formule 1, équipant sa Lotus d'un moteur V8 Climax. Pour sa première tentative, au Grand Prix de la Méditerranée, sur le circuit de Pergusa, il effectue des essais très prometteurs avant que la rupture d'une roue ne provoque une violente sortie de route. Sa monoplace est trop endommagée pour qu'il puisse prendre part à la course et Gubby doit également renoncer à sa participation au Grand Prix d'Italie, organisé trois semaines plus tard. Il tentera à nouveau sa chance en F1 l'année suivante après avoir fait réparer sa Lotus ; celle-ci se révèle toutefois insuffisamment compétitive face à des monoplaces beaucoup plus récentes, et ne lui permet pas de se qualifier au Grand Prix de Grande-Bretagne. Il décide alors d'arrêter la compétition et vend sa monoplace ; il se reconvertit peu après dans le sport hippique, devenant entraîneur de chevaux de courses.